# Stefano Lucchini
Stefano Lucchini (* 2. Oktober 1980 in Codogno, Italien) ist ein ehemaliger italienischer Fußballspieler.
Lucchini spielte von 2014 bis 2016 beim italienischen Serie-A-Klub AC Cesena. Zuvor spielte er bei Atalanta Bergamo, Sampdoria Genua, beim FC Empoli, Ternana Calcio und der US Cremonese. Im August 2010 wurde er von Cesare Prandelli in die italienische Nationalmannschaft berufen, jedoch kam er nicht zum Einsatz. Seine Position ist Verteidiger.

## Leben
Stefano Lucchini wurde in Codogno in der Provinz Lodi geboren und wuchs in Castelnuovo Bocca d’Adda auf. Bis 2009 finanzierte er eine Fußballschule in seinem Heimatort, die heute seinen Namen trägt. Lucchini ist verheiratet und hat zwei Kinder.

## Karriere

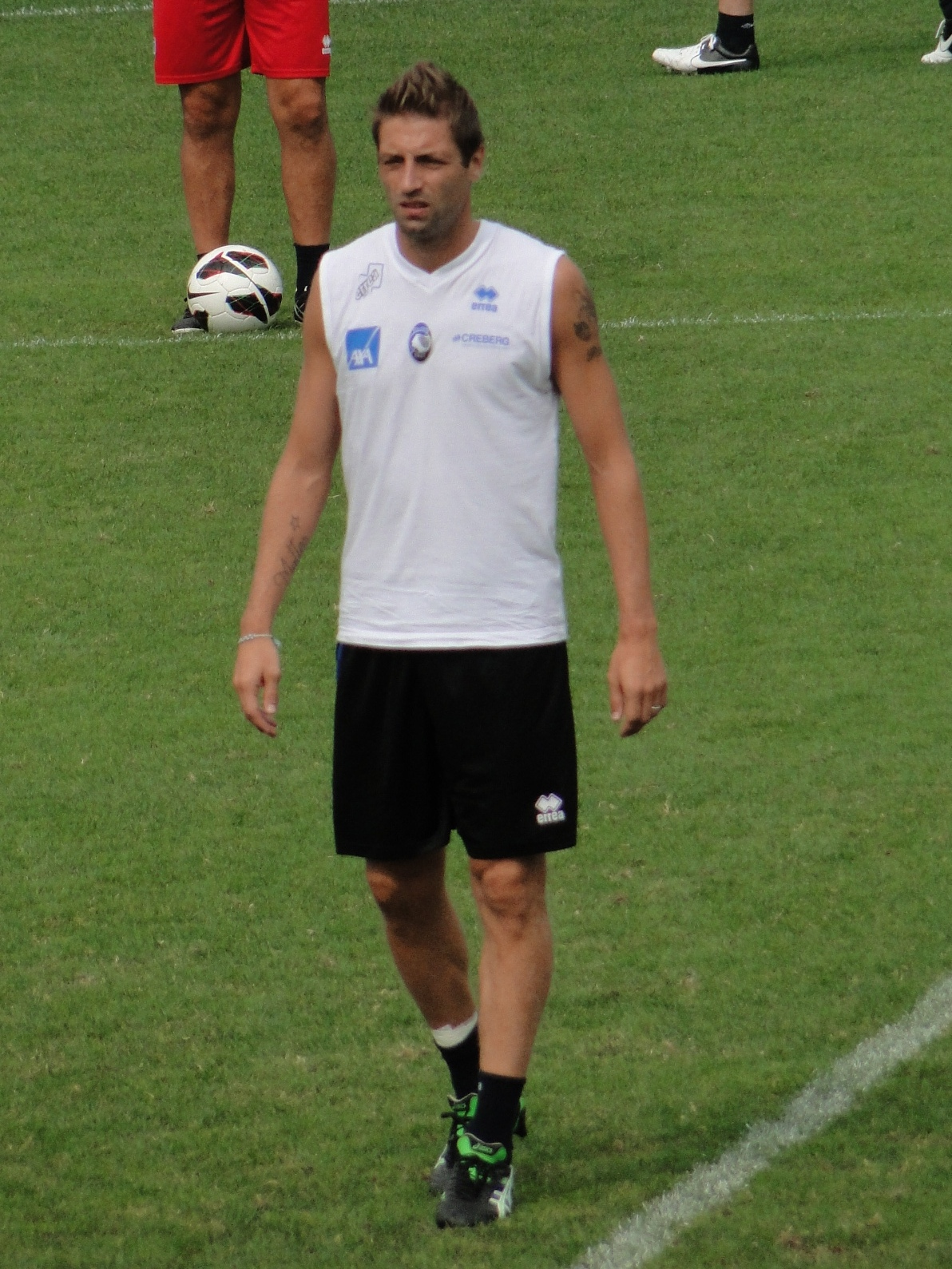
Lucchini im Training mit Atalanta Bergamo (2012)

### Verein
Er wuchs in der Jugendmannschaft der US Cremonese auf und wurde mit 19 Stammspieler in der ersten Mannschaft die damals in der Serie C1, der dritthöchsten italienischen Klasse, spielte. Im Sommer des Jahres 2000 wechselte er zu Ternana Calcio in die Serie B und auch dort wurde er Stammspieler und in dieser Zeit sogar für die U-21-Auswahl Italiens aufgeboten. Nach seiner zweiten Saison bei Ternana wechselte der Verteidiger zum FC Empoli, mit denen er im Jahr 2002 in der Serie A debütiert. Lucchini blieb auch nach dem Abstieg von Empoli in die Serie B in der Mannschaft, die im folgenden Jahr gleich wieder aufstieg. In der Saison 2006/07 wurde Lucchini mit Empoli Tabellensiebter und qualifizierte sich so für den UEFA-Cup; er selbst kam in dieser Saison in 27 Ligaspielen zum Einsatz.
Im Sommer 2007 wechselte er zum Ligarivalen Sampdoria Genua, mit dem er in seiner Premierensaison in der ersten Runde des UEFA-Cups ausschied. In der Liga erreichte man Platz sechs. In der Saison 2009/10, in der Lucchini 26-mal spielte, wurde Sampdoria Vierter und erreichte so die Champions-League-Qualifikation. In der Folgesaison stieg der Verein in die Serie B ab, Lucchini verließ Genua in Richtung Atalanta Bergamo. Dort erzielte er am 2. Spieltag der Saison 2013/14 beim 2:0-Sieg gegen den FC Turin sein erstes Tor in der Serie A. 2014 wechselte er zur AC Cesena, mit der er in die Serie B abstieg.
Lucchini kehrte im Sommer 2016 zur US Cremonese zurück und beendete im Folgejahr seine aktive Karriere.

### Nationalmannschaft
In der U-21 war Lucchini unter anderem im Kader bei der Europameisterschaft 2002.
Am 6. August 2010 berief ihn Cesare Prandelli in die Nationalmannschaft für das Spiel vom 10. August gegen die Elfenbeinküste, wo er jedoch nicht zum Einsatz kam.

## Nach der aktiven Karriere
Lucchini war zwischen 2018 und 2020 Trainer der U19 von US Cremonese. In der Saison 2021/22 trainierte er den Drittligisten US Pergolettese 1932.